# Micrandreae
Micrandreae es una tribu de la subfamilia Crotonoideae, perteneciente a la familia Euphorbiaceae. Comprende 2 subtribus y 4 géneros.

## Géneros
- Subtribu Heveinae
  - Hevea
- Subtribu Micrandrinae
  - Cunuria
  - Micrandra
  - Micrandropsis